# Castle Point (Essex)
Castle Point is een Engels district in het shire-graafschap (non-metropolitan county OF county) Essex en telt 90.000 inwoners. De oppervlakte bedraagt 45 km².
Van de bevolking is 17,1% ouder dan 65 jaar. De werkloosheid bedraagt 2,4% van de beroepsbevolking (cijfers volkstelling 2001).

## Plaatsen in district Castle Point
- Hadleigh

## Civil parishesin district Castle Point
- Canvey Island